# 絶対に笑ってはいけないトレジャーハンター24時!
『絶対に笑ってはいけないトレジャーハンター24時!』（ぜったいにわらってはいけないトレジャーハンターにじゅうよじ）は、2018年12月31日（月）18:30（午後6時30分） - 2019年1月1日（火）0:30（午前0時30分、JST）にかけて、日本テレビ制作のバラエティー番組『ダウンタウンのガキの使いやあらへんで! 大晦日年越しSP!』として放送された特別番組。NNS29局同時ネット。

## 概要
「笑ってはいけないシリーズ」の通算16作目。大晦日に放送されるようになって13年目、平成最後の「笑ってはいけないシリーズ」でもある。第25巻として2019年11月27日に本編ディスク4枚に加え、特典ディスク1枚のデジパック仕様の初回限定版DVDと、本編ディスク2枚組と特典ディスク1枚が入ったデジパック仕様の初回限定版Blu-rayバージョンと本編を1枚ずつ4巻に分けた通常版DVDの3種類が発売された。
前年の「アメリカンポリス」へのバッシング、企画自体のマンネリ化により、民放首位でありながら近年の中でもかなり視聴率が低下してしまった回でもある。

### メンバー
2007年12月31日放送の『絶対に笑ってはいけない病院24時』以降は、ガキの使いメンバー5人で実施され、罰ゲームを受ける。
| トレジャーハンター24時のメンバー （台詞テロップの色） | 第一印象             | お仕置き（ケツバット）を受けた回数 |
| ----------------------------------------------------- | -------------------- | ---------------------------------- |
| 松本（赤■）                                           |                      | 271回（タイキック1回、キス1回）    |
| 浜田（青■）                                           | 浜田だけおかっぱヅラ | 245回                              |
| 方正（緑■）                                           |                      | 183回（ビンタ1回）                 |
| 遠藤（橙■）                                           |                      | 212回（ビンタ1回）                 |
| 田中（紫■）                                           |                      | 211回（タイキック1回、キス1回）    |
| 藤原（黒■）                                           |                      | -                                  |

### 舞台
舞台は、「ヘイポー財団法人お豆考古学研究所（Heipo foundation archaeological institute of Omame、略称：HAIO）」（千葉県大多喜町の旧「総元小学校」跡地と「大多喜県民の森」、千葉県勝浦市の旧「勝浦市立北中学校」跡地でのロケ）。

### 視聴率
番組平均視聴率は第1部（18:30 - 21:00）が14.3%、第2部（21:00 - 翌0:30）が12.8%だった（ビデオリサーチ調べ、関東地区・世帯・リアルタイム）。紅白の裏番組として9年連続で民放の首位となった。
2019年1月5日（土）に放送された『完全版SP!!』は11.5%を記録した（ビデオリサーチ調べ、関東地区・世帯・リアルタイム）。

## 出演者

### 本編
レギュラーメンバー
- ダウンタウン（松本人志・浜田雅功）
- 月亭方正
- ココリコ（遠藤章造・田中直樹）

引率
- 藤原寛（ダウンタウン元マネージャー・よしもとクリエイティブ・エージェンシー代表取締役社長）

バス内
- 日村勇紀（バナナマン） - 西高スケバン・勇子
- 若林正恭（オードリー） - 舎弟・ワカ
- 川口春奈 - 東高スケバン・ハルナ
- 田口トモロヲ - 声
- 千鳥（大悟・ノブ）

研究所内
- 古舘伊知郎 - 所長
- ハリウッドザコシショウ - 研究員

出演OKダービー
ヤンシー&マリコンヌ
- ENTRY No.1 - フミエンヌ（細川ふみえ）（出演OK）
- ENTRY No.2 - アンミカンヌ（アンミカ）（出演OK）
- ENTRY No.3 - トモコンヌ（藤田朋子）（出演OK）
- 松浦真也 - ヤンシー

ハンバーグ師匠
- ENTRY No.1 - 志らくバーグ（立川志らく）（出演OK）
- ENTRY No.2 - 木原実（出演NG）
- ENTRY No.3 - 登坂バーグ（登坂淳一）（出演OK）

研修室
- タイ人ボクサー - タイキック執行人・ゲームの対戦相手
- DaiGo - タイ人ボクサーの師匠
- ラルフ鈴木（日本テレビアナウンサー） - ゲームディーラーの男性
- ヒポポ族の木彫り像の神

- 垂木勉 - アポビスの声

レクリエーション大会
- 千原ジュニア - 進行
- 杉野真実（日本テレビアナウンサー） - アシスタント

チーム宮迫
- 宮迫博之（当時・雨上がり決死隊）
- 春日俊彰（オードリー）
- 井本貴史（ライセンス）
- 中尾明慶
- 夏菜

チーム藤本
- 藤本敏史（FUJIWARA）
- 藤原一裕（ライセンス）
- 中岡創一（ロッチ）
- 村上佳菜子

展示室
- 寺田心 - メンタルカウンセラー・心先生
- くっきー!（野性爆弾） - 浜田

バス内
- 秋山竜次（ロバート） - 尼崎音楽学校生徒
- 杉咲花 - 尼崎音楽学校生徒

捕まってはいけないトレジャーハンター
- 井上尚弥 - 助っ人
- 木下隆行（TKO）- 出目金鬼
- Mr.マリック - ハンドパワー鬼
- ルナ - ハンドパワー鬼
- 江頭2:50 - 毒霧鬼

研究所展示室
- ケンドーコバヤシ - 刑事
- 亀田史郎 - 上島竜兵（当時・ダチョウ倶楽部）
- 亀田大毅 - 肥後克広（ダチョウ倶楽部）
- 亀田興毅 - 寺門ジモン（ダチョウ倶楽部）
- 髙嶋政宏 - 先輩刑事
- 岡田圭右（ますだおかだ） - ハッピーボーイ

新人研修室
- 乙武洋匡 - R2-D2

イリュージョン会場
- ラルフ鈴木（日本テレビアナウンサー） - 司会進行
- 劇団ひとり - 世界的イリュージョニスト・デビッド川島

霊能力者の館
- ケンドーコバヤシ - 執事
- ローラ - 伝説の霊能力者

酒場
- 友近 - 酒場のママ
- ゆりやんレトリィバァ - ホステス
- 高橋メアリージュン - ホステス
- あべこうじ - トレジャーハンター
- 銀シャリ（鰻和弘・橋本直） - トレジャーハンター
- 木村祐一 - トレジャーハンター

講堂
- 博多大吉（博多華丸・大吉） - 主任研究員
- 蝶野正洋 - 孤高のトレジャーハンター

海賊アジト
上島軍
- 上島竜兵（当時・ダチョウ俱楽部）- リーダー
- ケンドーコバヤシ - 参事
- 岩尾望（フットボールアワー）
- あばれる君
- 原田龍二

出川軍
- 出川哲朗 - リーダー
- 河本準一（次長課長） - 参事
- 原西孝幸（FUJIWARA）
- 小宮浩信（三四郎）
- 中村喜伸（プロデューサー）

驚いてはいけないトレジャーハンター
- くっきー!（野性爆弾） - 驚きの館主人、巨人皇帝
- 福島善成（ガリットチュウ） - 鳥ンチュ
- 宮川大助・花子のパズルと銅像
- 謎の白塗り集団
- ヘイポー（斉藤敏豪）

エンディング
- ヘイポー - 研究所創設者
- 藤巻亮太（レミオロメン） - エンディングテーマ「粉雪」

### 完全版
研修室
トーキングカードバトル
- 小峠英二（バイきんぐ） - ゲームマスター
- 藤波辰爾 - 召使い
- アグネス・チャン - 占い師
- パンツェッタ・ジローラモ - 伯爵
- 中村玉緒 - シスター
- 蛭子能収 - 勇者
- 滝沢カレン - 踊り子

酒場
- チョコレートプラネット（長田庄平・松尾駿） - IKKOと氷室京介に扮して登場
- 山内健司（かまいたち） - トレジャーハンターで接骨師
- コロコロチキチキペッパーズ（西野創人・ナダル） - トレジャーハンター
- 渚（尼神インター） - トレジャーハンター
- 亜生（ミキ） - トレジャーハンター
- 陣内智則 - 強盗
- 強盗の手下

地下ボクシング会場
- 板尾創路（130R）- 伝説のセコンド
- 大友有一 - 伝説のボクサー（元「ガキの使い」プロデューサー(後にプロデューサーとして復帰)）
- 川崎健彦 - 相手ボクサー

### 完結編
VTR
インディージェーン 失われた王国
- ジミー大西 - アンジェリーナ・オオニシ

## 主な出来事
- 最初に罰を受けたのは、「皆でバスに乗ろう」と言いながら1人だけバスに乗り、乗ってこない他の人に対して笑った松本。この展開は次年も繰り返される事になる。

引き出しネタ（1回目）
- 遠藤の引き出しの中にはDVDが入っていて、出演OKダービーの内容で「ヤンシー＆マリコンヌ」のギターリンボーの出演オファーの話がされていた。なお、細川ふみえの出演交渉インタビュー中、浜田は笑みを浮かんでしまい罰を受け[5]、それ以降も全員笑って罰を受ける地獄に陥ってしまう（※松本は1回のみ）。
- 浜田の引き出しの中には手紙[6]と鍵が入っていた。鍵を開けると壁の絵が移動し、真実の口が出てきた。浜田が口の中に手を入れると液体が口から出た。液体は大便の匂いがしメンバーを不快にさせ、方正と遠藤が浜田の手に消臭スプレーをかけていた。
- 松本の引き出しの中には「ひょっこりはんセット」が入っていた。ひょっこりはんの衣装と1回、3回、7回のボタンがあり、それぞれのボタンを押すとその回数分ひょっこりはんのBGMが流れる。まず1回で挑戦したが誰も笑わず、3回で挑戦しても誰も笑わなかった。
- ちなみにこの後浜田が挑戦したが誰もボタンを押さず音楽が流れずに終わったため、浜田が『いや音わい！』と怒鳴った。

「田中vsタイ人」心理戦
- 田中の引き出しにはDVDと5枚のカードが入っていた。DVDの内容は、5枚のカードであるバトルをし田中を理不尽ではなく正々堂々とタイキックへと追い込むという内容だった。カード対戦の相手はタイ人ボクサー(いつも田中をタイキックしている人)でセーフカード4枚とアウトカード1枚を互いに出し合っていく対決をし、出たカードがセーフとセーフであれば引き分けでゲーム続行、セーフとアウトカードであれば田中の勝利でタイキックを回避、アウトとアウトカードであれば田中の敗北でタイキックが確定となるというルール。対決で田中は勝利したが、DVDのナレーションでカードが4枚に減らされた上で2回戦が行われることになったが田中はまた勝利した。3回戦ではカードが2枚のみに減らされた上でタイ人ボクサーがメガネにイヤホンという不自然な格好で登場してきた。両者がアウトカードを出したため田中は結局敗北し、タイキックを喰らった。喰らった後もタイ人ボクサーの不自然な格好に突っ込んだり、理不尽だと言い張り愚痴を言っていた。

引き出しネタ（2回目）
タイキック神生贄の儀
- 訓練を終えて帰って来ると、「3」の番号が振られた宝箱が部屋に置かれていた。そして遠藤の引き出しからその3番の宝箱の鍵が出てきた。宝箱の中にはけん玉、ゴミ箱、スーパーボールとお玉が入っていた。「最後に負け残った1人がタイキックを受けることとなる」とルール説明され、対決が始まる。

1種目目のけん玉で方正、遠藤、田中の3人は見事勝ち抜けたが、ダウンタウンの2人のみ失敗し負け残った。そして最終種目のゴミ箱ティッシュシュートで浜田は見事成功したが、松本は失敗し、生贄となり松本がタイキックを受けた。
方正無限ケツバット地獄
- 方正の引き出しからは1回目で浜田の引き出しから出てきたのと同じ手紙と鍵が入っていた。手紙の文字通り浜田と同じく真実の口の中に手を入れたが、浜田とは違い黄色い液体が飛び出てきて方正の服にかかってしまい、恒例のお色直しとなった。

ツタンカーメンにお色直しした方正が部屋に戻ると、部屋に飾ってある5体の偶像がプロジェクションマッピングによって動き出し、ツタンカーメンを侮辱したとして方正を無限お仕置きの地獄へと誘う。他の4人には偶像から方正に関するクイズが出題され、正解すると方正はお仕置きから解放されるという。(ちなみに方正のお色直しは現状本作が最後となっている。)
- 出題された問題

1.回答者 = 浜田
方正の誕生日は何月何日?(正解:2月15日)
2.回答者 = 松本
方正の通っていた大学は?(正解:立正大学)
3.回答者 = 遠藤
方正が幼少期に通っていた習い事は何教室?(正解:絵画教室)
4.回答者 = 浜田
方正が2002年にプロデュースした 姉妹デュオの名前は?(正解:アイ・アイ)
5.回答者 = 松本
方正がかつてNHK教育テレビの天才てれびくんで一緒に司会をしていた女性タレントは?(正解:リサ・ステッグマイヤー)
驚いてはいけないトレジャーハンター
- モニターが消える瞬間、開始直後に2019年の年が明けた。

## スタッフ
- 企画構成：松本人志、浜田雅功
- ナレーター：広中雅志、垂木勉、田口トモロヲ
- 構成：高須光聖/塩野智章、八代丈寛、堀江B面、ビル坂恵、辻健一/西田哲也、深田憲作、白武ときお、宮本有美香、高橋邦彦、関根太郎/鈴木雅貴、ゴージャス染谷、河野有、渡辺陽介、渡邉勇穂/南本真希、橋本圭太朗、紀平大智
- TM：新名大作
- TD・SW：林洋介
- TDsub：山内新太、藤沼大輔
- CAM：岩倉康宏、中込圭、池田亮、海野亮、出野裕史
- VE：篠原昭浩、川村雄一、明庭保昭、加藤大助
- MIX：木村宏志、大場悟、高岡彰吾、板橋翔
- AUD：榊原大輔、村元天峰
- モニター：吉邑光司
- イントレ：城石泰志、磯部芳樹
- LD：山内圭
- LO：大矢晃、高橋正彦、帯金貴子、木崎浩之
- デザイン・イラスト：安居院一展
- 美術プロデューサー：稲本浩、山本澄子
- デザイン：北原龍一、大住啓介、小川裕史
- 大道具：入江豊、矢口幸二、下吉克明、泉慎一、長谷部健治、和田修吾
- 小道具：佐々木洋平、蛭川正規
- 持道具：市橋理恵、梅本麻衣
- 衣裳：川上紗也加、珍田愉華
- 電飾：原口まどか、二階堂哲也
- 特殊効果：内山栄一
- 結髪：小沼佳奈
- 特殊メイク：自由廊
- メイク：Office MAKISE、星野沙紀
- フードコーディネーター：あまこようこ、佐世あやか、山本成美
- 車両：長谷川博和（ロケット・バス）
- リサーチ：野村直子（vispo）
- CG：グレートインターナショナル
- 楽曲制作：坂本秀一
- 振付師：Akari
- ボスプロコーディネーター：若宮慎也、山本信一
- データコーディネーター：森田祐司
- 編集：髙橋直人、長谷川賢太
- MA：大竹誠司、杉本充宏
- TK：田中彩
- 音効：梅田堅、藤原大介、東由美
- 技術協力：NiTRo、共立、ジャパンテレビ、スタジオヴェルト、バンセイ、東京オフラインセンター、ビデオウイング、共同テレビジョン、千代田ビデオ、コスモ・スペース、クロステレビ、ヌーベルバーグ、東京音研映像、ジェイ・クルー、映像バンク、小輝日文、ティスマンサービス、SANY、FVA、アーク・ビデオ、ヒビノベスコ、ビデオサービス、サークル、EAT、NKL、アズボンド、麻布リース、スパイスラボ、共信コミュニケーションズ、YDS、はんぷ株式会社、西尾レントオール
- 美術協力：日テレアート、中央宣伝企画、ル・オブジェ・アール・スタジオ、テレフィット、京阪商会、東京衣裳、テルミック、俳優座劇場、奥松かつら
- ロケ協力：勝浦市、大多喜町、勝浦ロケーションサービス、三上政工務店、大越商店、サンエス警備保障、ホテル里杏、勝浦ホテル三日月、緑水亭 勝浦別館 翠海、特効、トーフナ映像株式会社、タカハシレーシング、東京ビジュアルアーツ、シャドウ・スタントプロモーション、第一ホテル東京、株式会社東リース、横浜市三殿台考古館、大阪龍獅団、MALAIKA PLATYPUS金子英敏、マンゴロベ
- プロジェクションマッピング制作：ネイキッド
- 画像・動画提供：ロイター、アフロ、AFP
- AD：佐藤優里、森脇敬嗣、大倉康平、福岡蓮太、湯浅祐市、小山雄基、中津祐亮、仁科健人、浅井康史、兒玉滉貴、三田地智、田家拓実、勝又郁斗、高森奏、牛ノ濱誠康、渡辺一行、石川陽平、芦野昂洋、柴田孝紀
- デスク：木村りえ
- ケータリング：内野幸、岡田友理彩
- エキストラ：福原啓介
- アドバイザー：斉藤敏豪
- 制作進行：鍋島章浩、武田祥、中村有希、船田智、飯作直哉
- 協力プロデューサー：大友有一、斎藤政憲
- キャスティングP：中村喜伸（アンビエント）、原田里美、金沢紀子、長江康裕、小紫弘三（バックアップメディア）、伊藤真和
- AP：小川望、藤田志帆、小黒みやこ、南波真理奈、京田みどり、橋本直美、成瀬広靖
- ディレクター：大輪和孝（THE WORKS）、山本カンスケ（オフィスクライン）、伊藤守男、本河隆志（THE WORKS）、西岡伊吹、加藤昌之（FAN・DREAM）、福田龍、大井章生/森田隆行・貝瀬芳和（日企）、諏訪裕紀、島田健作、板倉裕樹・三林正典・韮沢隆人（日企）、熊谷航太郎、蒲龍太郎/三谷三四郎、井上融（アクシーズ）、冨永琢磨、関口拓、荒木志宜、青木孝之（クリエイターズボックス）、玉垣貴史（ブリングアップ史）/名嘉鎮士、鶴田哲朗（オラフズ）、小倉徹也/堤本幸男（バックアップメディア）
- 演出：高橋敬治（オフィスぼくら）、田中竜登、黒川高、但木洋光（オラフズ）
- プロデューサー：鈴木淳一、合田伊知郎、福田一寛、山口敦司（THE WORKS）、江尻直孝（日企）、渡辺紘子（テレバイダー）、成家理恵（日企）
- 統括プロデューサー：宮本誠臣
- 監修：柳岡秀一
- チーフプロデューサー：東井文太
- 協力：吉本興業
- 制作協力：charlies ZORO、THE WORKS、日企、テレバイダー
- 製作著作：日本テレビ